# Cryptopipiza notabila
Cryptopipiza notabila är en tvåvingeart som först beskrevs av Violovitsh 1985.  Cryptopipiza notabila ingår i släktet Cryptopipiza, och familjen blomflugor. Arten är reproducerande i Sverige.